# ماینتیرانو
ماینتیرانو (به لاتین: Maintirano) یک منطقهٔ مسکونی در ماداگاسکار است که در ملاکی (ماداگاسکار) واقع شده‌است. ماینتیرانو ۱۴۶ کیلومتر مربع مساحت و ۲۵٬۷۸۸ نفر جمعیت دارد و ۱۲ متر بالاتر از سطح دریا واقع شده‌است.